# Phil Kelly
Phil Kelly, all'anagrafe James Philip Vincent Kelly (Dublino, 10 luglio 1939 – Norwich, 11 agosto 2012) è stato un calciatore irlandese, di ruolo difensore.

## Carriera

### Club
Dopo aver giocato nelle giovanili del Wolverhampton (con cui nella stagione 1957-1958 vince anche una FA Youth Cup) esordisce in prima squadra con i Wolves nella stagione 1958-1959, nella quale gioca una partita nella prima divisione inglese, torneo che viene peraltro vinto dalla sua squadra; rimane in rosa anche nel triennio successivo, durante il quale gioca rispettivamente 4, 4 e 7 partite di campionato, sempre tutte in prima divisione, vincendo peraltro anche un FA Charity Shield ed una FA Cup.
Nell'estate del 1962 viene ceduto al Norwich City, club di seconda divisione, con il quale gioca per le successive cinque stagioni, tutte trascorse in questa categoria, per un totale di 115 presenze e 2 reti in incontri di campionato con i Canaries, grazie alle quali arriva ad un totale in carriera di 131 presenze e 2 reti nei campionati della Football League (tutti tra prima e seconda divisione).Nel 1967, all'età di 28 anni, va a giocare nei semiprofessionisti del Lowestoft Town, club militante nella Eastern Counties League, torneo che nell'arco delle successive sette stagioni (al termine delle quali si ritira, all'età di 35 anni) vince per 3 volte.

### Nazionale
Tra il 1960 ed il 1961 ha giocato complessivamente 6 partite con la nazionale irlandese.

## Palmarès

### Club

#### Competizioni giovanili
- FA Youth Cup: 1

Wolverhampton: 1957-1958

#### Competizioni nazionali
- Campionato inglese: 1

Wolverhampton: 1958-1959
- Coppa d'Inghilterra: 1

Wolverhampton: 1959-1960
- FA Charity Shield: 1

Wolverhampton: 1960

#### Competizioni regionali
- Eastern Counties League: 3

Lowestoft Town: 1967-1968, 1969-1970, 1970-1971
- Eastern Counties League Cup: 1

Lowestoft Town: 1968-1969
- Suffolk Premier Cup: 1

Lowestoft Town: 1974-1975